# Visby BBK
Visby BBK, är en basketbollklubb från Visby på den svenska ön Gotland i Östersjön, bildad bildad 1992 ur bildad Visby AIK:s basketsektion. Klubbens damlag spelar under namnet Visby Ladies och vann svenska dammästerskapet säsongen 2004/2005. Damlaget tog även två silver under säsongerna 1995/1996 och 1996/1997. Laget vann även Svenska cupen säsongerna 1996/1997 och 1997/1998.
Många svenska spelarprofiler har spelat i laget genom tiderna med bland annat Susanne Rosengren, Marie Söderberg och Katja Lefwerth som de namnkunnigaste.
Bland de utländska spelarna märks WNBA-spelaren Tia Paschal som snittade 28 poäng och 14 returer säsongen 1997/98.
Klubben var från början en del av Visby AIK. Under perioden som Visby AIK tog klubben tre SM-silver under säsongerna 1985/1986, 1986/1987 och 1988/1989, vilket med tidigare nämnda silver som Visby Ladies gör fem SM-silver totalt. Visby AIK och Visby Ladies har gjort sammanlagt 34 år i Sveriges högsta dambasketserie, numera benämnd Basketligan dam, inberäknat säsongen 2017/2018. Frånsett SM-guldet 2004/2005 hade Visby Ladies / Visby AIK även en framgångsrik period 1980- och 90-talen; då man under 13-årsperioden 1984/1985-1996/1997, endast missade semifinalspelet vid två tillfällen. Under 2000-talet har klubben vanligtvis slagits ut i kvartsfinal.

### Fotnoter
1. ↑  ”Basketligan dam”. Svenska Basketbollförbundet. Arkiverad från originalet den 29 november 2014. https://web.archive.org/web/20141129065932/http://iof1.idrottonline.se/SvenskaBasketbollforbundet/Tavling/Forbundsserier/Basketligandam/. Läst 20 februari 2015.